# World Heroes
World Heroes (ワールドヒーローズ?) är ett man mot man-fightingspel som debuterade som arkadspel, utvecklat och utgivet av Alpha Denshi med hjälp av SNK  Spelet släpptes ursprungligen till arkadmaskinen Neo Geo MVS den 28 juli 1992

## Handling
Åtta hjältar har med en tidsmaskin förts till en avlägsen framtid för att slåss om vem som kan titulera sig "Hjälte nummer ett". Då segraren korats dyker utomjordingen Geegus upp och hotar med att förstöra Jorden.

### Fotnoter
1. ↑  ”World Heroes” (på engelska). Gamefaqs. http://www.gamefaqs.com/arcade/583653-world-heroes. Läst 6 maj 2014.